# Carlos Blixen
Carlos Samuel Blixen Abella (ur. 27 grudnia 1936 w Montevideo, zm. 1 sierpnia 2022 w Bilbao) – urugwajski koszykarz, dwukrotny uczestnik letnich igrzysk olimpijskich, brązowy medalista olimpijski z Melbourne a także dwukrotny uczestnik mistrzostw świata.
Blixen brał udział w edycjach igrzysk olimpijskich – 1956 i 1960 roku. Na igrzyskach w Melbourne zdobył brązowy medal. W pięciu meczach zdobył 44 punkty (trzeci najlepiej punktujący zawodnik ekipy urugwajskiej) i zanotował 16 fauli, jednak na igrzyskach w Rzymie jego reprezentacja zajęła dopiero ósme miejsce; na tychże igrzyskach reprezentował swój kraj w ośmiu meczach, w których zdobył 106 punktów (notując przy tym 25 fauli); był on najlepiej punktującym zawodnikiem z Urugwaju.
Blixen dwukrotnie uczestniczył w mistrzostwach świata. W 1959 roku zdobył 39 punktów w pięciu meczach (22 faule), a na mistrzostwach w 1963 roku zdobył 72 punkty w ośmiu meczach (35 fauli). W obu przypadkach, Urugwaj zajmował dalsze miejsca (odpowiednio: dziewiąte i dziesiąte).